# Aminoff

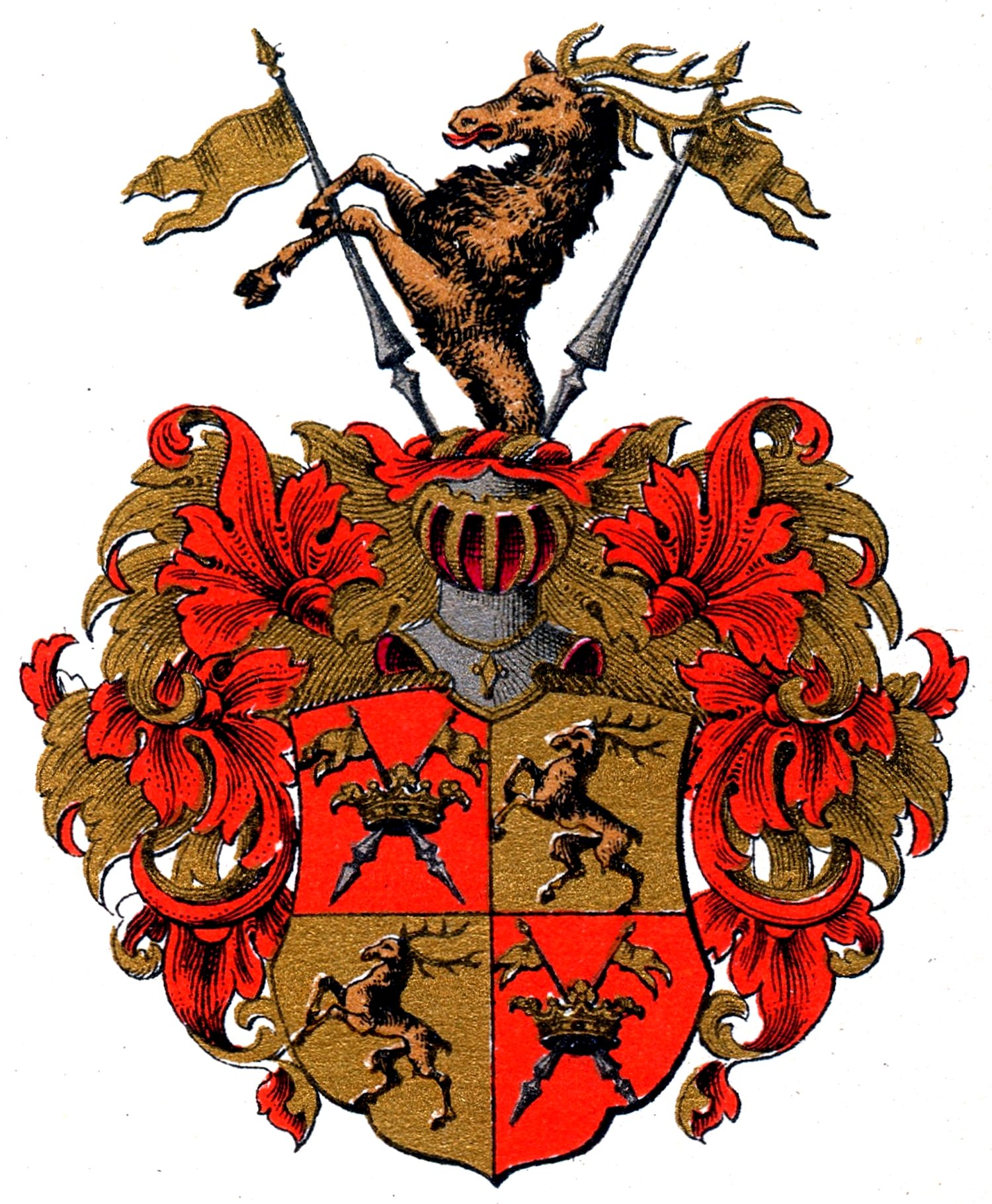
El escudo de armas de la familia noble Aminoff.

Aminoff es una familia noble finlandesa y sueca. La familia ha producido estadistas, oficiales, científicos, artistas, terratenientes, comerciantes y líderes industriales. A la familia Aminoff se le han otorgado los títulos de conde y barón.

## Historia
Los Aminevit son originalmente una familia noble rusa. Sus raíces se remontan al Sacro Imperio Romano Germánico y a Rusia en el siglo XII.

## Reino de Suecia
Rusia cayó en el caos entre los siglos XVI y XVII. El noble Feodor Aminev se trasladó al servicio de Suecia en 1612. Fue nombrado miembro de la nobleza sueca en 1618. La familia fue introducida en la Casa de la Nobleza de Suecia en 1650 con el número 456.

## Gran Ducado de Finlandia
El Imperio Ruso conquistó Finlandia de Suecia entre 1808 y 1809. El rey sueco Gustavo IV Adolfo elevó al general Johan Fredrik Aminoff al rango de barón en 1808.
Johan Fredrik Aminoff permaneció en Finlandia. El emperador ruso Alejandro I convirtió a Finlandia en un gran ducado autónomo dentro del Imperio Ruso en 1809. Alejandro I aprobó el título de barón para Aminoff en 1812 y le otorgó el título de conde en 1819.
La familia noble Aminoff fue admitida como miembro de la Casa de Nobleza de Finlandia en 1818. La rama baronial de la familia se unió a la Casa de Nobleza ese mismo año, mientras que la rama condal se incorporó en 1821.